# Iglesia de la Sagrada Familia de Nazaret (Oulu)
La Iglesia de la Sagrada Familia de Nazaret  (en finés: Nasaretin pyhän perheen kirkko) es una iglesia católica en el distrito de Koskela en Oulu en Finlandia.
El edificio de la iglesia, diseñado por el arquitecto Gabriel Geronzi, se construyó en dos fases. El Papa Juan Pablo II bendijo la primera piedra de la iglesia en su visita a Finlandia en 1989. La primera fase de la construcción de la iglesia fue terminada en 1991. La segunda fase se completó en 2000. 
La parroquia de la Sagrada Familia de Nazaret, se estableció en 1992. Incluye Ostrobotnia del Norte y a Laponia finlandesa y es la parroquia católica más al norte de Finlandia.